# Acri
Acri és un municipi italià, situat a la regió de Calàbria dins la província de Cosenza, que limita amb els municipis de Bisignano, Celico, Corigliano Calabro, Longobucco, Luzzi, Rose, San Cosmo Albanese, San Demetrio Corone, San Giorgio Albanese, Santa Sofia d'Epiro i Vaccarizzo Albanese.

## Evolució demogràfica
| Població censada al municipi d'Acri | Població censada al municipi d'Acri           | Població censada al municipi d'Acri |
| ----------------------------------- | --------------------------------------------- | ----------------------------------- |
|                                     |                                               |                                     |
| Notes:                              | Elaboració gràfica per part de la Viquipèdia  |                                     |
|                                     | Font: ISTAT (Institut Nacional d'Estadística) |                                     |

## Administració
| Període | Identitat        | Partit   |
| ------- | ---------------- | -------- |
| 2006-   | Elio Coschignano | L'Unione |